# Praia do Cassino
Praia do Cassino är en strand i Brasilien.   Den ligger i delstaten Rio Grande do Sul, i den södra delen av landet, 1 900 km söder om huvudstaden Brasília.